# Paula Wagner
Pour les articles homonymes, voir Wagner.
Paula Wagner, née Paula Kauffman le 12 décembre 1946 à Youngstown (Ohio), est une productrice américaine et ex-CEO de United Artists.

## Biographie

### Carrière
Licenciée d'art dramatique de l'Université Carnegie-Mellon, elle devient impresario durant une quinzaine d'années à la Creative Artists Agency[réf. nécessaire].
Associée depuis 1993 avec Tom Cruise dans leur société de production commune Cruise/Wagner Productions, au cœur de United Artists, dont elle était CEO depuis 2006. Elle quitte ce poste en août 2008.

### Vie privée
Divorcée de Robin Wagner, elle est mariée à Rick Nicita depuis le 27 octobre 1984.

## Filmographie
Sauf indication contraire, les informations mentionnées dans cette section peuvent être confirmées par la base de données cinématographiques IMDb,  présente dans la section « Liens externes ».

### Productrice

#### Cinéma
- 1996 : Mission impossible (Mission: Impossible) de Brian De Palma
- 1998 : Without Limits de Robert Towne
- 2000 : Mission impossible 2 (Mission: Impossible II) de John Woo
- 2001 : Vanilla Sky de Cameron Crowe
- 2003 : Le Dernier Samouraï (The Last Samurai) d'Edward Zwick
- 2004 : Suspect Zero de E. Elias Merhige
- 2006 : Demande à la poussière (Ask the Dust) de Robert Towne
- 2006 : Mission impossible 3 (Mission: Impossible III) de J. J. Abrams
- 2008 : The Eye de David Moreau et Xavier Palud
- 2008 : Course à la mort (Death Race) de Paul W. S. Anderson
- 2011 : Death Race 2 de Roel Reiné
- 2011 : Mission impossible : Protocole Fantôme (Mission: Impossible - Ghost Protocol) de Brad Bird
- 2012 : Jack Reacher de Christopher McQuarrie
- 2016 : Jack Reacher: Never Go Back d'Edward Zwick
- 2017 : Marshall de Reginald Hudlin

#### Télévision
- 2011 : Un combat, cinq destins (Five) d'Alicia Keys, Jennifer Aniston, Patty Jenkins, Demi Moore et Penelope Spheeris

### Productrice déléguée
- 2001 : Les Autres (Los Otros) d'Alejandro Amenábar
- 2002 : Narc de Joe Carnahan
- 2003 : Le Mystificateur (Shattered Glass) de Billy Ray
- 2005 : La Guerre des mondes (War of the Worlds) de Steven Spielberg
- 2005 : Rencontres à Elizabethtown (Elizabethtown) de Cameron Crowe
- 2007 : Lions et Agneaux (Lions for Lambs) de Robert Redford[3]
- 2008 : Walkyrie de Bryan Singer

## Distinctions
- Producers Guild of America Awards 1997 : producteur de film le plus prometteur pour Mission impossible partagé avec Tom Cruise[4]
- Elle Women in Hollywood Awards 2001 : prix Icon partagé avec Cameron Diaz et Frances McDormand
- Costume Designers Guild Awards 2008 : prix du Président
- Producers Guild of America Awards 2014 : nomination au prix du meilleur producteur de film pour Le Dernier Samouraï